# Vertrag von Les Verrières

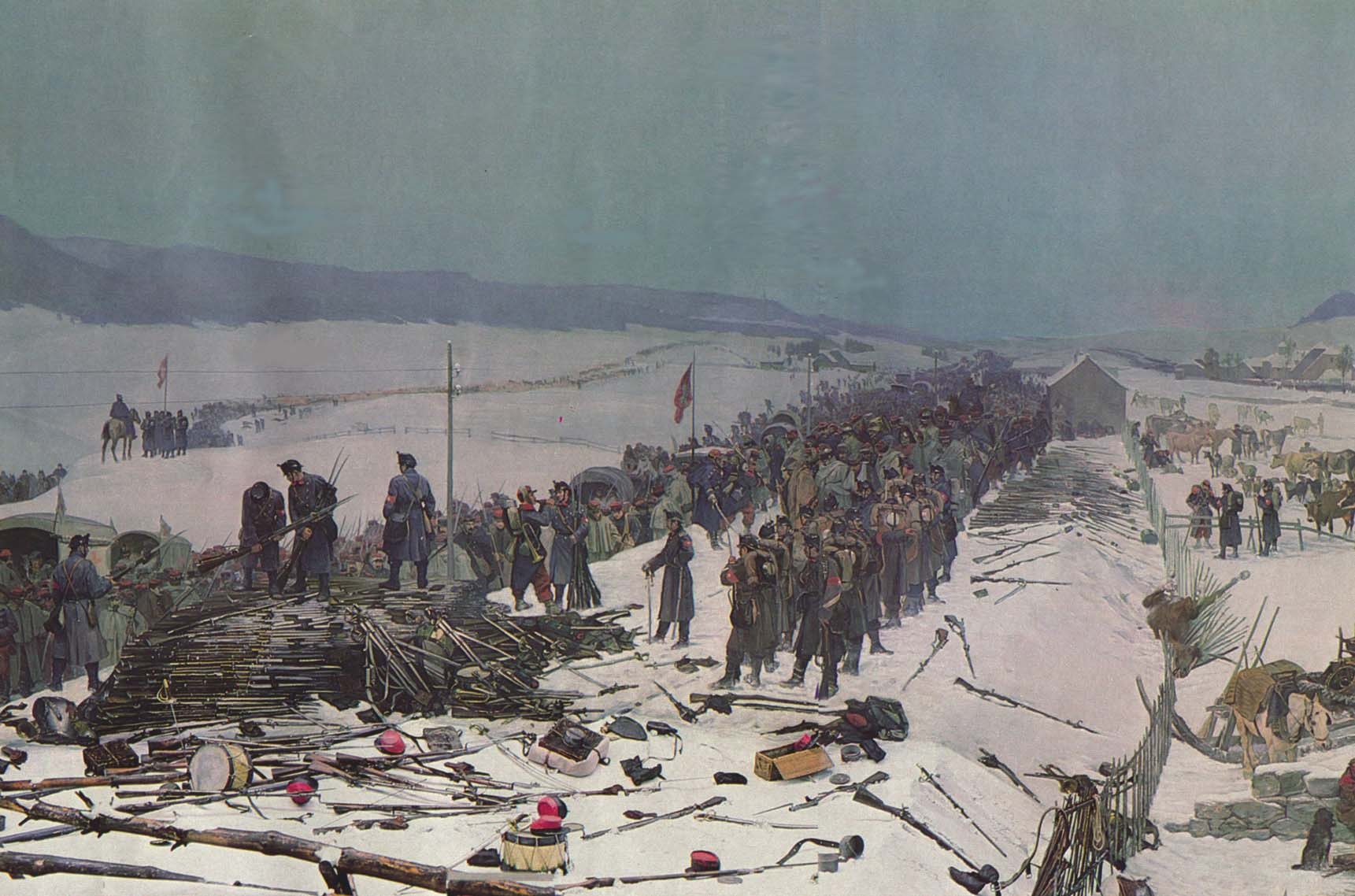
Gemälde vom Grenzübertritt im Bourbaki-Panorama in Luzern

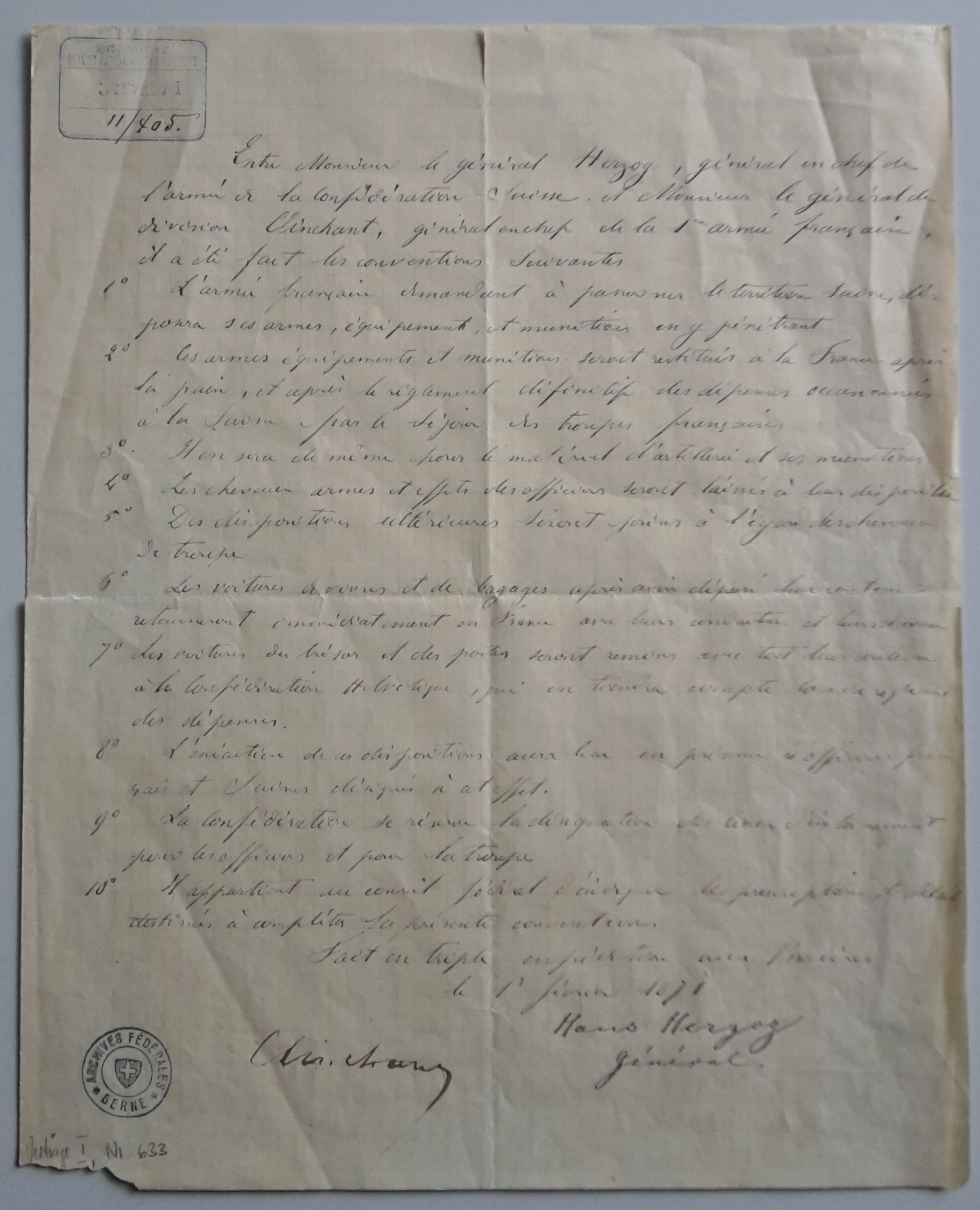
Der Vertrag im Schweizer Bundesarchiv

Der Vertrag von Les Verrières war eine Vereinbarung zwischen dem französischen Divisionär Justin Clinchant und General Hans Herzog, dem Oberbefehlshaber der Schweizer Armee, vom 1. Februar 1871.

## Hintergrund
Der Vertrag regelte den Grenzübertritt und die Internierung der Armée de l’Est im Deutsch-Französischen Krieg von 1870/71. Nach der Unterzeichnung retteten sich über 87'000 französische Soldaten, die im Raum Pontarlier von überlegenen deutschen Kräften eingeschlossen waren, beim Grenzort Les Verrières im Neuenburger Jura, aber auch über den Col des Étroits bei Sainte-Croix, den Col de Jougne bei Vallorbe sowie den Risoux im Vallée de Joux in die neutrale Schweiz.
Bereits am Vortag beschloss der Schweizer Bundesrat, da «die Möglichkeit eines massenhaften Übertrittes französischer Truppen auf herwärtiges Gebiet immer wahrscheinlicher» werde, den Vorsteher des Militärdepartements zu ermächtigen, «das Oberkriegskommissariat anzuweisen, hier heute noch soviel Brod baken zu lassen als möglich» und, «sollte der Übertritt gar nicht oder nur in beschränktem Masse erfolgen, … der allen Berichten zufolge ganz ausgesogenen und Mangel leidenden Bevölkerung der Gegend von Pontarlier und Morteau den Brodvorrath zuzuwenden und in Begleit von 1.000 Zentner Mehl und 500 Zentner Reis, nach vorgängiger Verständigung mit der preussischen Militärbehörde, durch Vermittlung des Hilfscomité in Neuenburg den Maires von Pontarlier und Morteau behufs Vertheilung an die Nothleidenden zur Verfügung zu stellen.»

## Vertragstext
Der Vertrag wurde handschriftlich in französischer Sprache auf einer Seite festgehalten und von den beiden Generälen unterschrieben. Das Bundesarchiv bewahrt ein Original des Vertrages auf.

### Original
Entre Monsieur le général Herzog, général en chef de l’armée de la Confédération Suisse, et Monsieur le général de division Clinchant, général en chef de la 1re armée française, il a été fait les conventions suivantes:
1° L’armée française demandant à passer sur le territoire suisse déposera ses armes, équipements et munitions en y pénétrant.
2° Ces armes, équipements et munitions seront restitués à la France après la paix, et après le règlement définitif des dépenses occasionnées à la Suisse par le séjour des troupes françaises.
3° Il en sera de même pour le matériel d’artillerie et ses munitions.
4° Les chevaux, armes et effets des officiers seront laissés à leur disposition.
5° Des dispositions ultérieures seront prises à l'égard des chevaux de troupe.
6° Les voitures de vivres et de bagages, après avoir déposé leur contenu, retourneront immédiatement en France avec leurs conducteurs et leurs chevaux.
7° Les voitures du trésor et des postes seront remises avec tout leur contenu à la Confédération Helvétique, qui en tiendra compte lors du règlement des dépenses.
8° L’exécution de ces dispositions aura lieu en présence d’officiers français et suisses désignés à cet effet.
9° La Confédération se réserve la désignation des lieux d’internement pour les officiers et pour la troupe.
10° Il appartient au conseil fédéral d’indiquer les prescriptions de détail destinées à compléter la présente convention.
Fait en triple expédition, aux Verrières, le 1er février 1871
Clinchant, Hans Herzog, Général.

### Deutsche Übersetzung
Zwischen Herrn General Herzog, Oberbefehlshaber der Armee der Schweizerischen Eidgenossenschaft, und Herrn Divisionär Clinchant, Oberbefehlshaber der französischen 1. Armee, sind die folgenden Vereinbarungen getroffen worden:
1. Die französische Armee bittet darum, sich auf schweizerisches Gebiet zu begeben und wird ihre Waffen, Ausrüstung und Munition beim Übertritt ablegen.
2. Diese Waffen, Ausrüstung und Munition werden nach dem Frieden und nach der abschliessenden Begleichung der der Schweiz durch den Aufenthalt der französischen Truppen entstandenen Kosten an Frankreich zurückgegeben.
3. Dasselbe gilt für das Artilleriematerial und seine Munition.
4. Die Pferde, Waffen und Effekten der Offiziere werden ihnen zu ihrer Verfügung belassen.
5. Weitere Bestimmungen werden betreffend der Truppenpferde getroffen.
6. Die Lebensmittel- und Gepäckwagen werden, nachdem sie ihre Ladung abgeladen haben, unverzüglich mit ihren Fahrern und Pferden nach Frankreich zurückkehren.
7. Die Schatz- und Postwagen werden mit ihrer gesamten Ladung der Schweizerischen Eidgenossenschaft übergeben, welche dies bei der Begleichung der Kosten berücksichtigen wird.
8. Die Umsetzung dieser Vereinbarungen wird in Anwesenheit französischer und schweizerischer Offiziere, die zu diesem Zweck bezeichnet werden, stattfinden.
9. Die Eidgenossenschaft behält sich die Bezeichnung der Internierungsorte für die Offiziere und die Truppe vor.
10. Es obliegt dem Bundesrat, die Einzelheiten zum Vollzug der vorliegenden Vereinbarung festzulegen.

Geschehen in dreifacher Ausfertigung, in Verrières, am 1. Februar 1871
Clinchant, Hans Herzog, General.

## Fussnoten
1. ↑  Eugen Bircher: Vor 70 Jahren: Zum Uebertritt der Bourbaki-Armee in die Schweiz, 1. und 2. Februar 1871. In: Allgemeine Schweizerische Militärzeitung, 1941, S. 65–72.
2. ↑  Conseil Fédéral: Procès-verbal de la séance du 31.1.1871 in der Datenbank Dodis der Diplomatischen Dokumente der Schweiz

- Karte mit allen Koordinaten:
- OSM |
- WikiMap